# Gianni Comino

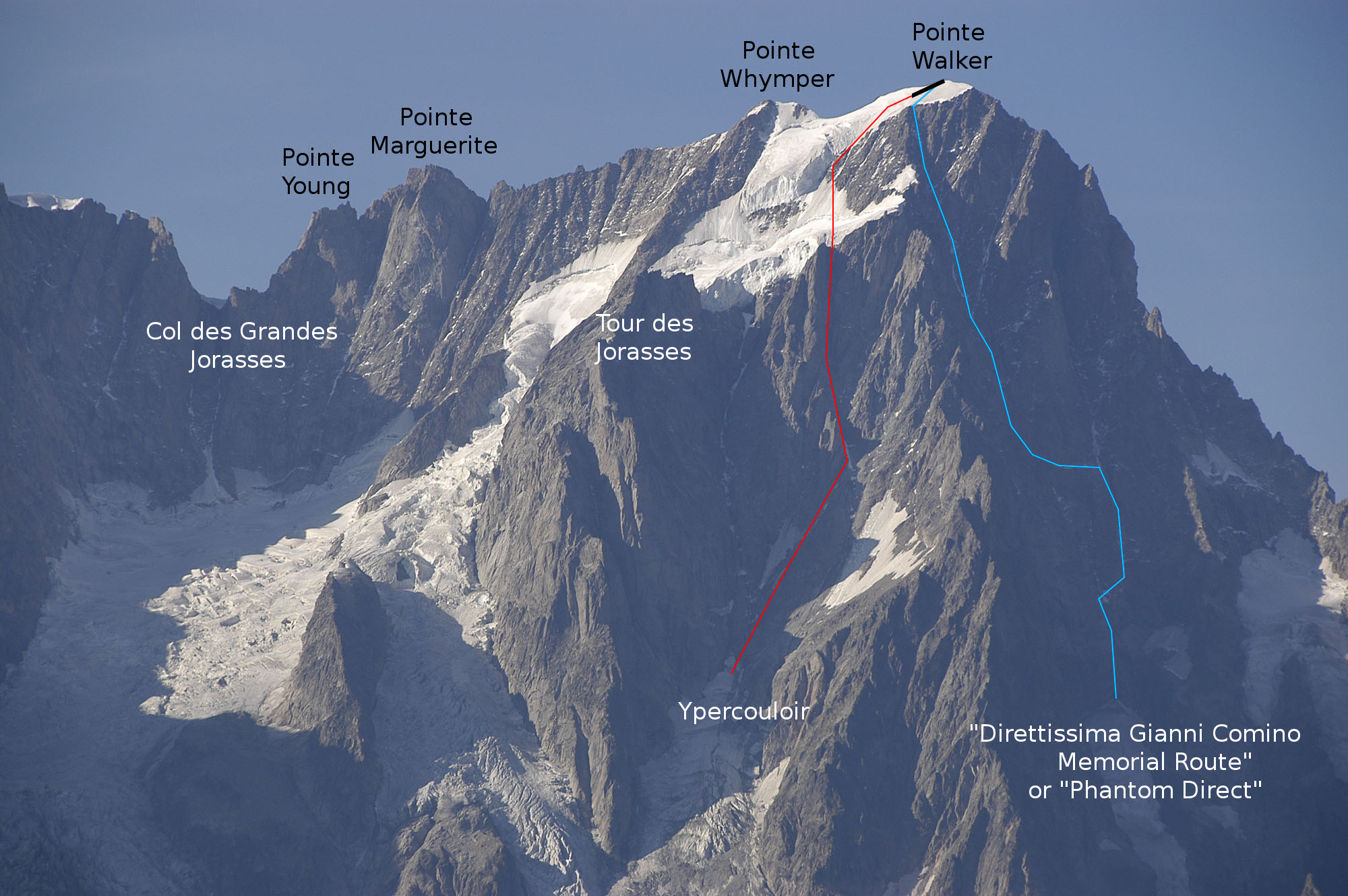
A vermelho o Ypercouloir das Grandes Jorasses

Gianni Comino foi um guia de alta montanha italiano que nasceu em Vicoforte, no Piemonte, Itália em 1952 e morreu a 28 de Fevereiro de 1980 no Monte Branco quando tentava vencer uma saída no serac no  Glaciar da Brenva 
Tanto ele como Gian Carlo Grassi, foram alpinistas e guia de alta montanha italianos, e pioneiros da escalada no gelo e com ele fizeram vários  nos anos 1980, com um palmarés impressionante.

## Biografia
Em 1976 obteve o diploma de guia de alta montanha, ano em que conhece Gian Carlo Grassi e formarão uma dupla extraordinária, como a abertura da parede Norte da Agulha Verde e a Sul das Grandes Jorasses.
1978 com Grassi fazem o célebre corredor Y na  parede Sul das Grandes Jorasses que ficou a ser conhecido como Ypercouloir Grassi-Comino 
No seu palmarés sobressaem nomes como; Mont Blanc du Tacul, Monte Rosa, [[Monte